# Horacio (isola)
Islote Horacio è una piccola isola, con un faro al largo della costa nord orientale di Bioko, nella Guinea Equatoriale.